# 5280 Andrewbecker
Az 5280 Andrewbecker (ideiglenes jelöléssel (5280) 1988 PT) a Naprendszer kisbolygóövében található aszteroida. Mikolajczak és Coker fedezte fel 1988. augusztus 11-én.